# La cama de piedra (película de 1958)
La cama de piedra es una película de drama, aventura y wéstern mexicana de 1958, dirigida por René Cardona y protagonizada por Antonio Aguilar, Daniel «Chino» Herrera, Lorena Velázquez y Manola Saavedra.

## Argumento
Cuando un malhechor utiliza su cuchillo para asesinar a un borracho, Antonio es acusado injustamente. Sin embargo, el hombre logra escapar y se refugia, donde jurará vengarse y desenmascarar al verdadero culpable del crimen.

## Reparto
- Antonio Aguilar como Antonio Rivera
- Rodolfo Landa como Ricardo
- Daniel «Chino» Herrera como El Chino
- Lorena Velázquez como Isabel
- Manola Saavedra como Rosa Angélica
- José Pulido como Comandante #1
- María Gentil Arcos como Doña Margarita
- Víctor Velázquez como alcalde
- Luis Aragón como Marcos Piedra
- Enrique del Castillo como Ricardo Benavides
- Salvador Lozano
- Sara Cabrera como Nana Lola
- Armando Arriola como Juez
- Daniel Arroyo como Invitado a cárcel
- Genaro de Alba como Ramón
- Javier de la Parra como Cloroformo, preso
- Velia Lupercio como Espectadora en juzgado
- José Muñoz como Comandante #2
- Rubén Márquez como Preso fugitivo
- David Reynoso como Empleado de Víctor
- Arturo Soto Rangel
- Ignacio Villalbazo como Hombre en cantina
- Juan Villegas como secretario del juez
- Margarita Villegas como Amiga de Isabel
- Guillermo Álvarez Bianchi como Don Crispin

## Producción
La película fue producida por Valentín Pimstein, antes de que Pimstein fuera conocido por producir telenovelas mexicanas.

## Estreno
La película se estrenó el 29 de enero de 1958 y fue exhibida en los Cines Sonora y Cosmos, por dos semanas.